# ماركو نافاز
ماركو نافاز (بالإسبانية: Marco Navas) (21 سبتمبر 1982 في إسبانيا - ) هو لاعب كرة قدم إسباني في مركز الوسط. لعب مع إشبيلية أتلتيكو وبوليديبورتيفو إيخيذو وريكرياتيفو ونادي ألباسيتي ونادي إشبيلية ونادي إلتشي ونادي بوري ونادي خيريث ونادي غوادالاخارا ونادي ليغانيس ونادي هويسكا وSevilla FC C ‏.

## روابط خارجية
- ماركو نافاز على موقع قاعدة بيانات كرة القدم.إي يو (الإنجليزية)
- ماركو نافاز على موقع Soccerway.com (الإنجليزية)
- ماركو نافاز على موقع AS.com (الإسبانية)